# Canton de Niort-2 (ancien)
Pour les articles homonymes, voir Canton de Niort (homonymie).
Le canton de Niort-2 est une ancienne division administrative française située dans le département des Deux-Sèvres, de 1801 à 1973.

## Historique
Le canton de Niort-2 est, avec le canton de Niort-1, l'un des deux cantons des Deux-Sèvres créés en 1801, en remplacement des cantons de Magné et de Niort (partiellement). Il a été rattaché à l'arrondissement de Niort.
En 1973, les deux cantons sont remplacés par trois autres : Niort-Est, Niort-Nord et Niort-Ouest.

## Géographie
Ce canton était organisé autour de Niort dans l'arrondissement de Niort. Son altitude variait de 0 m (Coulon et Magné) à 81 m (Coulon).

## Représentation

### Conseillers généraux (de 1833 à 1973)
| Période | Période           | Identité                            | Étiquette           | Qualité |
| ------- | ----------------- | ----------------------------------- | ------------------- | --- |
| 1833    | 1839              | Joseph Emmanuel Busseau (1768-1855) |                     | Maire (1835-1836) de Niort                                                                                  |
| 1839    | 1871              | Ferdinand David                     | Majorité dynastique | Docteur-médecin Député (1834-1837, 1842-1846, 1849-1851, 1852-1870) Maire de Niort (1841-1843)              |
| 1871    | 1876 (décès)      | Amable Ricard                       | Centre gauche       | Avocat, ancien préfet des Deux-Sèvres Député (1871-1876)                                                    |
| 1876    | 1883              | Amédée de La Porte                  | Républicain         | Ancien chef de cabinet du ministre des Travaux publics Député (1877-1889 et 1893-1900)                      |
| 1883    | 1889              | Ernest Noirot                       | Droite              | Manufacturier à Niort                                                                                       |
| 1889    | 1889 (annulation) | Georges Boulanger                   | Boulangiste         | Général |
| 1889    | 1901              | Ernest Noirot                       | Droite              | Manufacturier à Niort                                                                                       |
| 1901    | 1907              | Ludovic Antatole Martin-Bastard     | Rad.                | Maire de Niort (1884-1904 et 1908-1912)                                                                     |
| 1907    | 1913              | Eugène Fayard                       | Républicain         | Docteur-médecin à Niort                                                                                     |
| 1913    | 1924 (démission)  | Paul Mercier                        | RG                  | Avocat à Niort                                                                                              |
| 1924    | 1940              | Gabriel Auchier (1881-1942)         | Rad. antimarxiste   | Notaire, maire de Coulon (1922-1942)                                                                        |
|         |                   |                                     |                     | |
| 1945    | 1970              | Henri Lambert                       | Rad.                | Agriculteur-maraîcher Maire de Sainte-Pezenne                                                               |
| 1970    | 1973              | René Gaillard                       | PS                  | Principal de collège Maire de Niort (1971-1985) Député (1973-1985) Elu en 1973 dans le Canton de Niort-Nord |

### Conseillers d'arrondissement (de 1833 à 1940)
| Période                                  | Période | Identité                          | Étiquette   | Qualité |
| ---------------------------------------- | ------- | --------------------------------- | ----------- | --- |
| 1833                                     | 1848    | Jean Pierre Delalande (1794-1886) |             | Notaire à Niort                                                                                             |
|                                          |         |                                   |             | |
| 1886                                     |         | François Coussot                  | Républicain | Maire de Saint-Florent                                                                                      |
|                                          |         |                                   |             | |
| 1910                                     |         | Albert Riffaud                    | Rad.        | Ingénieur à Niort                                                                                           |
|                                          |         |                                   |             | |
| 1924                                     | 1940    | Auguste Coynault (1880-1961)      | Rad.        | Employé des postes, conseiller municipal de Niort (1925-1935)                                               |
| 1940                                     |         |                                   |             | Les conseils d'arrondissement ont été suspendus par la loi du 12 octobre 1940 et n'ont jamais été réactivés |
| Les données manquantes sont à compléter. |         |                                   |             | |

## Composition
- Coulon[C 2],
- Magné[C 3],
- Niort (en partie)[C 1],
- Saint-Florent[C 4],
- Saint-Liguaire[C 5],
- Souché[C 6].

Le canton de Niort-2, qui comptait six communes en 1801 n'en comptait plus que trois en 1972, après les fusions successives de Niort avec Souché en 1964, Saint-Florent en 1969 et Saint-Liguaire au 1er janvier 1972.